# Wabua kirrama
Wabua kirrama là một loài nhện trong họ Stiphidiidae.
Loài này thuộc chi Wabua. Wabua kirrama được V. T. Davies miêu tả năm 2000.